# Дивноморье (комплекс РЭБ)
Дивноморье — российский комплекс радиоэлектронной борьбы. Разработчик — ВНИИ «Градиент» (Россия).

## Назначение
Комплекс РЭБ «Дивноморье» предназначен для прикрытия от обнаружения РЛС противника командных пунктов, группировок войск, средств ПВО, важных промышленных и военно-политических центров.

## Общие сведения
Комплекс «Дивноморье» способен «зонтиком» помех закрыть от радиолокационного обнаружения объекты на участке в несколько сотен километров. Данный комплекс может «забить» мощными помехами аппаратуру самолетов-радаров типа Е-3 AWACS, Е-2 Hawkeye и Е-8 JSTAR, вертолетов и беспилотников, крылатых ракет, спутниковых систем радиолокации, наземных систем.
«Дивноморье» должен заменить в войсках сразу три комплекса РЭБ: «Москва-1», «Красуха-2» и «Красуха-4».
В состав нового комплекса входит всего одна машина на вездеходном шасси, когда как в комплексы предыдущего поколения входило несколько машин.
В боевое положение разворачивается за несколько минут, что делает его мобильным и практически неуязвимым: комплекс скрытно выдвигается на выгодную позицию, выполняет боевую задачу и незаметно уходит из-под удара.
Работа комплекса «Дивноморье» полностью автоматизирована. Обнаружив цель, система самостоятельно анализирует сигнал и определяет его тип, направление и мощность излучения. По этим данным определяются тактико-технические характеристики объекта. После этого автоматика составляет план подавления и самостоятельно выбирает наиболее эффективный тип помех. Дальше система воздействует на РЛС противника мощным шумовым излучением.

## Технические характеристики
Технические подробности о комплексе засекречены.
- Состав комплекса: 1 машина РЭБ на вездеходном шасси.
- Радиус сплошного покрытия: 200 и более км.
- Время развертывания из походного положения: до 5 мин.
- Сектор обзора: 360 град.

## Модификации
«Дивноморье-У» — командный пункт, станция радиотехнической разведки.

## Операторы
- Россия[1]